# Kindschaftsrecht
Das Kindschaftsrecht ist eine Zusammenfassung der Rechtsnormen, die das Eltern-Kind-Verhältnis betreffen.
Grundlagen des Kindschaftsrechts sind Rechtsgrundsätze der Grundgesetze der einzelnen Staaten und internationale Übereinkünfte sowie zwischenstaatliche Abkommen, wie jene über Kinderrechte, Kinderschutz, Jugendschutz und die soziale Absicherung des Kindes.
Zu nationalen Regelungen siehe:
- Kindschaftsrecht (Deutschland)
- Kindschaftsrecht (Österreich)
- Kindschaftsrecht (Schweiz)